# Magne Haga
Magne Haga (* 14. September 1994 in Nannestad) ist ein norwegischer Skilangläufer.

## Werdegang
Haga gewann 2013 in Liberec mit der norwegischen Staffel bei den Nordischen Junioren-Skiweltmeisterschaften die Silbermedaille und wurde bei den U23-Weltmeisterschaften 2015 in Almaty Weltmeister im Skiathlon sowie Fünfter über 15 km Freistil. Im Scandinavian Cup bestritt er erstmals zur Saison 2014/15 Wettkämpfe. Dabei erreichte er gleich bei seinem ersten Renneinsatz im Dezember 2014 in Lillehammer über 15 km Freistil mit Rang fünf ein Top-Ten-Resultat. Ende Februar 2015 gewann Haga über 30 km Freistil im Massenstart in Madona sein erstes Rennen dieser Kategorie. Sein erstes Weltcuprennen lief er im März 2015 in Oslo, welches er auf dem zwölften Platz im 50-km-Freistil-Massenstartrennen beendete und damit auch seine ersten Weltcuppunkte erzielte. Zum Saisonende belegte er den vierten Platz in der Gesamtwertung des Scandinavian Cups. Anfang April 2016 wurde er bei den norwegischen Meisterschaften in Beitostølen Dritter über 50 km Freistil. Im Dezember 2019 erreichte er in Beitostølen mit dem neunten Platz über 30 km Freistil seine erste Top-Zehn-Platzierung im Weltcupeinzel und mit dem dritten Rang mit der Staffel seine Podestplatzierung im Weltcup. In der Saison 2021/22 errang er mit fünf Top-Zehn-Platzierungen, darunter je einen zweiten und dritten Platz den zweiten Platz in der Gesamtwertung des Scandinavian-Cups. Im März 2024 gewann er den Engadin Skimarathon.

## Siege bei Continental-Cup-Rennen
| Nr. | Datum            | Ort       | Disziplin                  | Serie            |
| --- | ---------------- | --------- | -------------------------- | ---------------- |
| 1.  | 22. Februar 2015 | Madona    | 30 km Freistil Massenstart | Scandinavian Cup |
| 2.  | 25. Februar 2018 | Trondheim | Gesamtwertung Minitour     | Scandinavian Cup |